# Pristimantis danae
Espèce
Synonymes
- Eleutherodactylus danae Duellman, 1978

Statut de conservation UICN

 LC  : Préoccupation mineure
Pristimantis danae est une espèce d'amphibiens de la famille des Craugastoridae.

## Répartition
Cette espèce se rencontre entre 500 et 1 700 m d'altitude, :
- au Pérou dans les régions de Cuzco et de Puno ;
- en Bolivie dans les départements de La Paz.

## Description
Les mâles mesurent de 27,3 à 33,8 mm et les femelles de 37,5 à 45,8 mm.

## Étymologie
Cette espèce est nommée en référence à Dana K. Duellman, la fille de William Edward Duellman.

## Publication originale
- Duellman, 1978 : New species of leptodactylid frogs of the genus Eleutherodactylus from the Cosnipata Valley, Peru. Proceedings of the Biological Society of Washington, vol. 91, no 2, p. 418-430 (texte intégral).